# Marianne Hoffmann
Marianne Hoffmann (* 18. Oktober 1941 in Berlin) ist eine deutsche Schauspielerin bei Bühne, Film und Fernsehen und eine Synchronsprecherin.

## Leben und Wirken
Marianne Hoffmann, die bereits 1957 als eine der Frühreifen in dem gleichnamigen Film zu sehen gewesen war, erhielt in ihrer Heimatstadt Berlin von 1960 bis 1963 Schauspielunterricht bei Elisabeth Götze und übersiedelte gleich im Anschluss daran nach München, wo sie sich einem Tourneetheater anschloss. Wenig später kamen auch Angebote vom Kino- wie vom Fernsehfilm hinzu. Dort spielte die blonde Schauspielerin zunächst junge und brave Mädchen, die auf die schiefe Bahn zu geraten drohen.
Bereits nach rund zehn Jahren, mit einer der weiblichen Hauptrollen in der Serie Omaruru, war ihre Laufbahn vor der Kamera beendet, und Marianne Hoffmann kehrte zum Theater zurück, wo sie überwiegend an kleinen Bühnen wie dem Zimmertheater in Rottweil auftrat. Dort konnte man die Berlinerin in Stücken nach William Shakespeare, Jean Giraudoux, Harold Pinter und François Rabelais sehen. Marianne Hoffmann hat auch sehr häufig als Synchronsprecherin gearbeitet.

## Filmografie
- 1957: Die Frühreifen
- 1965: Mädchen hinter Gittern
- 1966: Lautlose Jagd (TV-Serie)
- 1967: Wenn es Nacht wird auf der Reeperbahn
- 1967: Mittsommernacht
- 1968: Der Arzt von St. Pauli
- 1969: Gauner, Gelder und Giraffen
- 1969: Formel 1 – In der Hölle des Grand Prix (Formula 1 – Nell’inferno del Grand Prix)
- 1973: Kinderheim Sasener Chaussee (TV-Serie, eine Folge)
- 1974: Die Grashüpfer (TV-Serie, drei Folgen)
- 1975: Sergeant Berry (TV-Serie, eine Folge)
- 1976: Omaruru (TV-Serie)